# Чекмагуш
Чекмагу́ш (рос. Чекмагуш, башк. Саҡмағош) — село, центр Чекмагушівського району Башкортостану, Росія. Адміністративний центр Чекмагушівської сільської ради.

## Географія
Село розташоване за 111 км на північний захід від Уфи.

## Населення
Населення — 11382 особи (2010; 11204 у 2002).
Національний склад:
- татари — 69 %

## Господарство
Основні підприємства села:
- «Чекмагушівський цегляний завод» продуктивністю 12 млн штук цеглин в рік
- Акціонерне товариство «Чекмагушівський молочний завод», яке оснащене сучасною технікою і виробляє понад 11 тис. тонн незбираномолочної продукції
- «Чекмагушівський механічний завод»

## Соціальна сфера
У райцентрі працюють:
- Дитяча школа мистецтв
- Будинок дитячої творчості
- Дитяча юнацька спортивна школа
- «Чекмагушівська центральна міжпоселенська бібліотека»[5]
- Краєзнавчий музей

## Відомі люди
В селі народився Габдрафіков Ільдар Махмутович (1965) — башкирський історик.